# ミイロコンゴウインコ
ミイロコンゴウインコ (Ara tricolor) は、オウム目ヨウム科に属する鳥で、西インド諸島のキューバ島とフベントゥド島に生息していた。キューバサンショクインコと言う別名で呼ばれることもある。
インコの中では大型で、体色は頭部と腹部、背中の前半が赤で残る部分が青、そして背中の後半に黒い羽が混じっていた。オスもメスも同じ色をしており、木の実や種を食べていたとされる。
食用（肉は臭くておいしくなかったともいうが）、害鳥としての駆除、さらにペット用の捕獲などが原因で、1885年を最後に絶滅した。約20体の標本が残されている。